# Цветичанин, Данко
Данко Цветичанин (хорв. Danko Cvjetićanin, род. 16 октября 1963 года) — югославский и хорватский баскетболист, завоевавший две серебряные медали на Олимпийских играх: одну в составе сборной Югославии, а другую — Хорватии, а также вместе с «Цибоной» дважды выигрывал Европейский клубный турнир.
С 1998 по 2010 год он работал европейским скаутом клуба НБА «Филадельфия 76», а начиная с 2010 года клуба «Нью-Джерси Нетс».